# Apostolepis assimilis
Apostolepis assimilis är en ormart som beskrevs av Reinhardt 1861. Apostolepis assimilis ingår i släktet Apostolepis och familjen snokar. Inga underarter finns listade i Catalogue of Life.
Arten förekommer i centrala Brasilien samt i angränsande regioner av Argentina och Paraguay. Honor lägger ägg.